# Elecciones legislativas de Mongolia de 2008
Las elecciones parlamentarias de 2008 tuvieron lugar en Mongolia el día 29 de junio.

## Campaña electoral
A estas elecciones al Gran Jural del Estado se presentaron un total de 311 candidatos agrupados en 11 partidos políticos, 1 coalición y alrededor de 45 candidatos independientes, finalmente solo 28 llegaron a diputados titulares.
Tanto el Partido Democrático como el Partido del Pueblo de Mongolia prometieron pagos en efectivo en caso de una victoria electoral.[cita requerida] El Partido Democrático prometió 1 000 000₮ (unos 800$) por persona en caso de una victoria electoral. Después de la primera denuncia de la idea de este tipo de pagos, el Partido del Pueblo de Mongolia cambió de rumbo y se comprometió 1 500 000₮ por persona.[cita requerida] Otros temas fueron la inflación y la minería. Al igual que en las elecciones anteriores, hubo casos individuales de candidatos que realicen pagos monetarios y otros regalos para atraer a los votantes.

## Acusaciones de fraude
Después de los resultados intermedios publicados al día siguiente, el 30 de junio mostró una victoria del Partido del Pueblo de Mongolia, tras esto, el presidente del Partido Demócrata Elbegdorj declaró el 1 de julio que las elecciones fueron fraudulentas y que su partido no aceptaría los resultados.
En una conferencia de prensa llevada a cabo el 7 de julio, los políticos del Partido Demócrata Dambyn Dorligjav, Zandaakhuugiin Enkhbold y Lamjavyn Gündalai declararon que había habido irregularidades masivas con el registro de votantes. Algunas de sus afirmaciones más tarde fueron repudiados por la oficina central de registro. Hubo otras denuncias de irregularidades en el proceso de conteo, y sobre el soborno de votantes.
Por poder utilizar ilegalmente los documentos privados de los votantes, como la duplicación de nombres de votantes (publicación de IDs duplicados y documentos de identidad falsos con los nombres de personas fallecidas y así sucesivamente) en las elecciones de 2008, L.Amarsanaa (Partido del Pueblo de Mongolia), ex-presidente de la Autoridad del Registro General del Estado fue investigado por la Autoridad Independiente contra la Corrupción y fue acusado en septiembre de 2008.

## Resultados oficiales
De acuerdo con los primeros resultados semi-definitivos publicados el 14 de julio, el Partido del Pueblo de Mongolia ganó al menos 39 escaños, el Partido Demócrata ganó al menos 25, al menos un asiento iba a la Coalición Cívica, y tres escaños fueron ganados por candidatos independientes.
Sin embargo, los resultados de los tres grupos (Khentii, Dornod y Bayangol) se retrasaron. El 20 de agosto, los resultados finales de Khentii fueron publicadas oficialmente, elevando el número de escaños del Partido del Pueblo de Mongolia a por lo menos 42. La participación fue 74,3%, considerablemente más bajo que el 82% de las elecciones de 2004.